# Biathlon-Weltmeisterschaften 2012
Die 45. Biathlon-Weltmeisterschaften fanden vom 29. Februar bis 11. März 2012 in der und um die Chiemgau-Arena in der oberbayerischen Gemeinde Ruhpolding statt.

## Wahl des Ausrichters
Ruhpolding hatte sich in der Abstimmung mit 92 Prozent der Stimmen gegen den finnischen Ort Lahti durchgesetzt. Die tschechische Stadt Nové Město na Moravě hatte ihre Kandidatur vor der Abstimmung zurückgezogen. Die Biathlon-Weltmeisterschaften hatten bereits in den Jahren 1979, 1985 und 1996 in Ruhpolding stattgefunden. Schirmherrin der Veranstaltung war Bundeskanzlerin Angela Merkel.

## Wettbewerbe
Die Wettbewerbe waren identisch mit denen der letzten Weltmeisterschaften 2011 in Chanty-Mansijsk. Ausgetragen wurden mit Sprint, Verfolgung, Einzelwettkampf, Massenstart und Staffel je fünf Disziplinen für Frauen und Männer. Als elfter Wettbewerb kam die Mixed-Staffel hinzu, die mit festen Regeln inzwischen fester Bestandteil bei Weltmeisterschaften war und 2014 auch olympisch wurde.

## Zeitplan
| Datum            | Männer          | Männer                                  | Frauen                                  | Frauen                                  |
| ---------------- | --------------- | --------------------------------------- | --------------------------------------- | --------------------------------------- |
| 29. Februar (Mi) | Eröffnungsfeier | Eröffnungsfeier                         | Eröffnungsfeier                         | Eröffnungsfeier                         |
| 1. März (Do)     | 15:30           | Mixed-Staffel (2 × 6 km und 2 × 7,5 km) | Mixed-Staffel (2 × 6 km und 2 × 7,5 km) | Mixed-Staffel (2 × 6 km und 2 × 7,5 km) |
| 2. März (Fr)     | Training        | Training                                | Training                                | Training                                |
| 3. März (Sa)     | 12:30           | Sprint (10 km)                          | 15:30                                   | Sprint (7,5 km)                         |
| 4. März (So)     | 13:15           | Verfolgung (12,5 km)                    | 16:00                                   | Verfolgung (10 km)                      |
| 5. März (Mo)     | Training        | Training                                | Training                                | Training                                |
| 6. März (Di)     | 15:15           | Einzel (20 km)                          |                                         |                                         |
| 7. März (Mi)     |                 |                                         | 15:15                                   | Einzel (15 km)                          |
| 8. März (Do)     | Training        | Training                                | Training                                | Training                                |
| 9. März (Fr)     | 15:15           | Staffel (4 × 7,5 km)                    |                                         |                                         |
| 10. März (Sa)    |                 |                                         | 15:15                                   | Staffel (4 × 6 km)                      |
| 11. März (So)    | 13:30           | Massenstart (15 km)                     | 16:00                                   | Massenstart (12,5 km)                   |

## Resultate Männer

### Sprint 10 km
| Platz | Sportler            | Zeit/Rückstand | Schießfehler |
| ----- | ------------------- | -------------- | ------------ |
| 01    | Martin Fourcade     | 024:18,6 min   | 2 (1+1)      |
| 02    | Emil Hegle Svendsen | +15,1 s        | 2 (1+1)      |
| 03    | Carl Johan Bergman  | +17,7 s        | 0 (0+0)      |
| 04    | Daniel Mesotitsch   | +27,1 s        | 0 (0+0)      |
| 05    | Simon Fourcade      | +35,4 s        | 2 (2+0)      |
| 06    | Fredrik Lindström   | +35,6 s        | 1 (0+1)      |
| 07    | Björn Ferry         | +41,9 s        | 0 (0+0)      |
| 08    | Markus Windisch     | +45,9 s        | 0 (0+0)      |
| 09    | Alexis Bœuf         | +58,6 s        | 2 (1+1)      |
| 10    | Tim Burke           | +58,8 s        | 1 (0+1)      |
| …     |                     |                |              |

Datum: Samstag, 3. März 2012, 12:30 Uhr

Gemeldet: 139 Athleten, nicht gestartet (DNS): 1, nicht beendet (DNF): 2

Weitere Teilnehmer aus deutschsprachigen Ländern und Provinzen:

 Andreas Birnbacher belegte in 25:31,4 min (0+2) den 16. Platz.

 Simon Schempp belegte in 25:32,1 min (0+2) den 19. Platz.

 Simon Hallenbarter belegte in 25:39,6 min (1+0) den 24. Platz.

 Michael Greis belegte in 25:47,4 min (2+1) den 26. Platz.

 Dominik Landertinger belegte in 25:49,9 min (1+1) den 28. Platz.

 Lukas Hofer belegte in 25:52,3 min (1+2) den 31. Platz.

 Florian Graf belegte in 26:02,2 min (1+1) den 34. Platz.

 Benjamin Weger belegte in 26:02,6 min (0+2) den 36. Platz.

 Arnd Peiffer belegte in 26:03,6 min (1+2) den 37. Platz.

 Ivan Joller belegte in 26:11,1 min (0+0) den 40. Platz.

 Christoph Sumann belegte in 26:11,3 min (0+0) den 41. Platz.

 Simon Eder belegte in 26:25,1 min (0+2) den 46. Platz.

 Christian Stebler belegte in 26:27,6 min (1+2) den 47. Platz.

 Dominik Windisch belegte in 27:14,6 min (3+1) den 68. Platz.

### Verfolgung 12,5 km
| Platz | Sportler            | Zeit/Rückstand | Schießfehler |
| ----- | ------------------- | -------------- | ------------ |
| 01    | Martin Fourcade     | 033:39,4 min   | 4 (1+1+0+2)  |
| 02    | Carl Johan Bergman  | 0+5,2 s        | 2 (0+1+1+0)  |
| 03    | Anton Schipulin     | +22,1 s        | 1(1+0+0+0)   |
| 04    | Daniel Mesotitsch   | +28,4 s        | 2 (0+0+1+1)  |
| 05    | Emil Hegle Svendsen | +45,4 s        | 4 (1+1+0+2)  |
| 06    | Simon Fourcade      | +53,0 s        | 3 (1+1+0+1)  |
| 07    | Tarjei Bø           | +59,3 s        | 3 (2+0+0+1)  |
| 08    | Jakov Fak           | +1:06,2 min    | 3 (0+0+1+2)  |
| 09    | Simon Schempp       | +1:06,7 min    | 2 (0+2+0+0)  |
| 10    | Fredrik Lindström   | +1:11,5 min    | 4 (1+3+0+0)  |
| …     |                     |                |              |

Datum: Sonntag, 4. März 2012, 13:15 Uhr
Gemeldet: 60 Athleten (startberechtigt waren die 60 Erstplatzierten des Sprintrennens),
 nicht gestartet (DNS): 4
Weitere Teilnehmer aus deutschsprachigen Ländern und Provinzen:

 Andreas Birnbacher belegte in 35:00,4 min (0+1+1+1) den 12. Platz.

 Lukas Hofer belegte in 35:06,2 min (0+2+1+0) den 13. Platz.

 Benjamin Weger belegte in 35:22,3 min (0+1+0+1) den 16. Platz.

 Arnd Peiffer belegte in 35:22,9 min (1+2+0+0) den 17. Platz.

 Michael Greis belegte in 35:31,7 min (1+0+1+1) den 23. Platz.

 Markus Windisch belegte in 36:11,2 min (1+1+1+2) den 30. Platz.

 Dominik Landertinger belegte in 36:14,9 min (0+0+0+4) den 31. Platz.

 Simon Eder belegte in 36:25,1 min (0+0+1+1) den 34. Platz.

 Florian Graf belegte in 36:34,9 min (2+1+0+1) den 38. Platz.

 Simon Hallenbarter belegte in 36:51,2 min (1+2+1+1) den 41. Platz.

 Christoph Sumann belegte in 36:59,9 min (1+0+1+0) den 42. Platz.

 Christian Stebler belegte in 37:26,8 min (3+0+2+1) den 45. Platz.

 Ivan Joller belegte in 38:09,0 min (0+2+0+2) den 50. Platz.

### Einzel 20 km
| Platz | Sportler            | Zeit/Rückstand | Schießfehler |
| ----- | ------------------- | -------------- | ------------ |
| 01    | Jakov Fak           | 046:48,2 min   | 1 (0+0+0+1)  |
| 02    | Simon Fourcade      | 0+7,0 s        | 1 (0+0+1+0)  |
| 03    | Jaroslav Soukup     | +12,3 s        | 1 (0+1+0+0)  |
| 04    | Andreas Birnbacher  | +13,1 s        | 1 (0+0+0+1)  |
| 05    | Klemen Bauer        | +16,6 s        | 1 (0+0+0+1)  |
| 06    | Michal Šlesingr     | +25,1 s        | 1 (0+0+1+0)  |
| 07    | Arnd Peiffer        | +36,5 s        | 2 (0+0+0+2)  |
| 08    | Emil Hegle Svendsen | +49,2 s        | 2 (1+1+0+0)  |
| 09    | Sjarhej Nowikau     | +49,8 s        | 0 (0+0+0+0)  |
| 10    | Fredrik Lindström   | +52,0 s        | 1 (0+1+0+0)  |
| …     |                     |                |              |

Datum: Dienstag, 6. März 2012, 15:15 Uhr
Gemeldet: 139 Athleten, nicht gestartet (DNS): 1, nicht beendet (DNF): 3
Weitere Teilnehmer aus deutschsprachigen Ländern und Provinzen:

 Michael Greis belegte in 47:46,4 min (0+0+0+1) den 11. Platz.

 Daniel Mesotitsch belegte in 48:05,0 min (1+0+1+0) den 13. Platz.

 Dominik Landertinger belegte in 48:30,5 min (0+2+0+0) den 15. Platz.

 Lukas Hofer belegte in 49:10,5 min (1+1+0+1) den 20. Platz.

 Markus Windisch belegte in 49:17,2 min (1+0+0+1) den 22. Platz.

 Simon Eder belegte in 49:20,5 min (1+0+1+0) den 23. Platz.

 Simon Hallenbarter belegte in 50:24,2 min (0+1+0+2) den 36. Platz.

 Benjamin Weger belegte in 50:31,0 min (2+1+1+0) den 41. Platz.

 Christoph Sumann belegte in 50:47,4 min (0+1+2+0) den 43. Platz.

 Ivan Joller belegte in 51:25,7 min (1+1+0+1) den 55. Platz.

 Mario Dolder belegte in 52:26,5 min (1+2+1+0) den 64. Platz.

 Simon Schempp belegte in 54:55,3 min (3+1+1+2) den 90. Platz.

### Massenstart 15 km
| Platz | Sportler             | Zeit/Rückstand | Schießfehler |
| ----- | -------------------- | -------------- | ------------ |
| 01    | Martin Fourcade      | 038:25,4 min   | 2 (0+1+1+0)  |
| 02    | Björn Ferry          | 0+3,0 s        | 0 (0+0+0+0)  |
| 03    | Fredrik Lindström    | 0+3,4 s        | 2 (0+1+1+0)  |
| 04    | Andreas Birnbacher   | 0+4,6 s        | 1 (0+0+0+1)  |
| 05    | Simon Fourcade       | 0+9,8 s        | 2 (1+0+1+0)  |
| 06    | Carl Johan Bergman   | +13,6 s        | 1 (0+0+1+0)  |
| 07    | Arnd Peiffer         | +20,3 s        | 2 (0+0+1+1)  |
| 08    | Ole Einar Bjørndalen | +24,0 s        | 2 (0+0+1+1)  |
| 09    | Jewgeni Garanitschew | +26,8 s        | 1 (0+0+0+1)  |
| 10    | Jewgeni Ustjugow     | +34,4 s        | 2 (2+0+0+0)  |
| …     |                      |                |              |

Datum: Sonntag, 11. März 2012, 13:30 Uhr
Gemeldet und gestartet: 30 Athleten, nicht beendet (DNF): 1
Weitere Teilnehmer aus deutschsprachigen Ländern und Provinzen:

 Daniel Mesotitsch belegte in 39:26,9 min (1+0+1+0) den 14. Platz.

 Lukas Hofer belegte in 39:37,8 min (0+0+1+2) den 16. Platz.

 Markus Windisch belegte in 39:44,0 min (0+1+2+1) den 20. Platz.

 Michael Greis belegte in 40:04,8 min (0+0+2+2) den 22. Platz.

 Dominik Landertinger belegte in 40:09,2 min (1+0+2+0) den 24. Platz.

 Simon Schempp belegte in 40:22,0 min (1+0+3+1) den 26. Platz.

 Benjamin Weger schied nach dem ersten Schießen wegen Verletzung aus.

### Staffel 4 × 7,5 km
| Platz | Land / Sportler(in)                                                                             | Zeit/Rückstand | Strafrunden + Nachlader                 |
| ----- | ----------------------------------------------------------------------------------------------- | -------------- | --------------------------------------- |
| 01    | Norwegen 0000Ole Einar Bjørndalen 0000Rune Brattsveen 0000Tarjei Bø 0000Emil Hegle Svendsen     | 1:17:26,8 h00  | 0+1 1+6 0+0 1+3 0+0 0+2 0+1 0+1 0+0 0+0 |
| 02    | Frankreich 0000Jean-Guillaume Béatrix 0000Simon Fourcade 0000Alexis Bœuf 0000Martin Fourcade    | 0+29,7 s       | 0+5 0+5 0+1 0+1 0+1 0+0 0+2 0+3         |
| 03    | Deutschland 0000Simon Schempp 0000Andreas Birnbacher 0000Michael Greis 0000Arnd Peiffer         | 0+53,0 s       | 0+3 0+6 0+0 0+1 0+1 0+3 0+1 0+0 0+1 0+2 |
| 04    | Italien 0000Christian De Lorenzi 0000Markus Windisch 0000Dominik Windisch 0000Lukas Hofer       | 0+1:28,9 min   | 0+5 0+6 0+2 0+1 0+1 0+2 0+2 0+1 0+0 0+1 |
| 05    | Österreich 0000Simon Eder 0000Christoph Sumann 0000Daniel Mesotitsch 0000Dominik Landertinger   | 0+1:38,9 min   | 0+1 0+2 0+0 0+0 0+1 0+0 0+0 0+0 0+0 0+2 |
| 06    | Russland 0000Anton Schipulin 0000Andrei Makowejew 0000Jewgeni Garanitschew 0000Dmitri Malyschko | 0+1:44,1 min   | 0+7 1+5 0+1 0+1 0+2 1+3 0+3 0+0         |
| 07    | Schweiz 0000Ivan Joller 0000Benjamin Weger 0000Claudio Böckli 0000Simon Hallenbarter            | 0+2:00,4 min   | 0+7 0+6 0+2 0+2 0+2 0+0 0+3 0+3 0+0 0+1 |
| 08    | Ukraine 0000Serhij Semenow 0000Serhij Sednjew 0000Artem Pryma 0000Andrij Derysemlja             | 0+2:26,8 min   | 0+2 0+7 0+0 0+0 0+0 0+3 0+1 0+2         |
| 09    | Tschechien 0000Michal Šlesingr 0000Zdeněk Vítek 0000Jaroslav Soukup 0000Ondřej Moravec          | 0+2:48,2 min   | 0+2 3+7 0+1 0+2 0+0 3+3 0+0 0+1 0+1 0+1 |
| 10    | USA 0000Lowell Bailey 0000Jay Hakkinen 0000Tim Burke 0000Leif Nordgren                          | 0+3:06,1 min   | 0+5 0+8 0+0 0+1 0+3 0+3 0+2 0+2 0+0 0+3 |
| …     |                                                                                                 |                |                                         |

Datum: Freitag, 9. März 2012, 15:15 Uhr
Gemeldet und am Start: 29 Nationen, überrundet (LPD): 11

## Resultate Frauen

### Sprint 7,5 km
| Platz | Sportlerin         | Zeit/Rückstand | Schießfehler |
| ----- | ------------------ | -------------- | ------------ |
| 01    | Magdalena Neuner   | 021:07,0 min   | 0 (0+0)      |
| 02    | Darja Domratschawa | +15,2 s        | 0 (0+0)      |
| 03    | Vita Semerenko     | +37,6 s        | 0 (0+0)      |
| 04    | Helena Ekholm      | +44,9 s        | 0 (0+0)      |
| 05    | Marie-Laure Brunet | +46,7 s        | 0 (0+0)      |
| 06    | Tora Berger        | +52,4 s        | 1 (0+1)      |
| 07    | Swetlana Slepzowa  | +1:03,5 min    | 0 (0+0)      |
| 08    | Olga Wiluchina     | +1:05,3 min    | 0 (0+0)      |
| 09    | Marie Dorin-Habert | +1:13,5 min    | 1 (0+1)      |
| 10    | Anastasiya Kuzmina | +1:19,8 min    | 2 (1+1)      |
| …     |                    |                |              |

Datum: Samstag, 3. März 2012, 15:30 Uhr
Gemeldet: 118 Athletinnen, nicht gestartet (DNS): 2
Weitere Teilnehmerinnen aus deutschsprachigen Ländern und Provinzen:

 Selina Gasparin belegte in 22:40,1 min (0+0) den 12. Platz.

 Tina Bachmann belegte in 23:02,3 min (1+2) den 22. Platz.

 Michela Ponza belegte in 23:10,2 min (0+0) den 23. Platz.

 Franziska Hildebrand belegte in 23:31,1 min (0+1) den 29. Platz.

 Andrea Henkel belegte in 23:43,9 min (2+1) den 34. Platz.

 Miriam Gössner belegte in 23:56,0 min (2+2) den 37. Platz.

 Katja Haller belegte in 24:14,4 min (0+1) den 48. Platz.

 Ramona Düringer belegte in 24:19,7 min (0+0) den 54. Platz.

 Dorothea Wierer belegte in 24:40,6 min (3+0) den 61. Platz.

 Iris Waldhuber belegte in 24:43,9 min (0+1) den 64. Platz.

 Elisa Gasparin belegte in 25:07,8 min (1+0) den 69. Platz.

 Katharina Innerhofer belegte in 25:25,3 min (1+1) den 75. Platz.

 Patricia Jost belegte in 27:27,7 min (1+4) den 103. Platz.

### Verfolgung 10 km
| Platz | Sportlerin         | Zeit/Rückstand | Schießfehler |
| ----- | ------------------ | -------------- | ------------ |
| 01    | Darja Domratschawa | 029:36,6 min   | 1 (0+1+1+0)  |
| 02    | Magdalena Neuner   | +25,1 s        | 3 (0+1+0+2)  |
| 03    | Olga Wiluchina     | +1:15,4 min    | 1 (0+0+1+0)  |
| 04    | Tora Berger        | +1:25,8 min    | 3 (1+0+1+1)  |
| 05    | Helena Ekholm      | +1:28,3 min    | 2 (1+0+1+0)  |
| 06    | Marie-Laure Brunet | +1:31,1 min    | 2 (0+0+1+1)  |
| 07    | Olga Saizewa       | +1:58,6 min    | 1 (0+0+1+0)  |
| 08    | Vita Semerenko     | +2:05,7 min    | 3 (1+0+1+1)  |
| 09    | Marie Dorin-Habert | +2:18,3 min    | 1 (1+0+0+0)  |
| 10    | Anna Maria Nilsson | +2:22,3 min    | 0 (0+0+0+0)  |
| …     |                    |                |              |

Datum: Sonntag, 4. März 2012, 16:00 Uhr
Gemeldet: 60 Athletinnen, nicht gestartet (DNS): 3, überrundet (LAP): 3, nicht beendet (DNF): 1
Weitere Teilnehmerinnen aus deutschsprachigen Ländern und Provinzen:

 Andrea Henkel belegte in 32:13,1 min (0+0+0+0) den 11. Platz.

 Selina Gasparin belegte in 32:24,5 min (1+0+1+0) den 13. Platz.

 Tina Bachmann belegte in 32:29,2 min (0+0+1+2) den 14. Platz.

 Miriam Gössner belegte in 33:06,6 min (0+0+1+1) den 22. Platz.

 Michela Ponza belegte in 34:44,7 min (2+0+0+1) den 40. Platz.

 Franziska Hildebrand belegte in 35:42,0 min (0+1+1+2) den 47. Platz.

 Katja Haller wurde überrundet (3+0+0+2).

 Ramona Düringer ist nicht gestartet.

### Einzel 15 km
| Platz | Sportlerin         | Zeit/Rückstand | Schießfehler |
| ----- | ------------------ | -------------- | ------------ |
| 01    | Tora Berger        | 042:30,0 min   | 1 (1+0+0+0)  |
| 02    | Marie-Laure Brunet | +56,4 s        | 1 (0+0+0+1)  |
| 03    | Helena Ekholm      | +1:11,1 min    | 1(1+0+0+0)   |
| 04    | Marie Dorin-Habert | +1:14,7 min    | 1 (0+1+0+0)  |
| 05    | Susan Dunklee      | +1:18,2 min    | 1 (0+1+0+0)  |
| 06    | Olga Saizewa       | +1:26,1 min    | 2 (0+1+1+0)  |
| 07    | Swetlana Slepzowa  | +2:01,0 min    | 1 (0+0+1+0)  |
| 08    | Olga Wiluchina     | +2:12,2 min    | 2 (2+0+0+0)  |
| 09    | Michela Ponza      | +2:13,7 min    | 0 (0+0+0+0)  |
| 10    | Anastasiya Kuzmina | +2:27,8 min    | 3 (1+0+1+1)  |
| …     |                    |                |              |

Datum: Mittwoch, 7. März 2012, 15:15 Uhr
Gemeldet: 116 Athletinnen, nicht gestartet (DNS): 1, nicht beendet (DNF): 1
Weitere Teilnehmerinnen aus deutschsprachigen Ländern und Provinzen:

 Andrea Henkel belegte in 46:49,9 min (2+2+0+0) den 20. Platz.

 Magdalena Neuner belegte in 47:10,3 min (2+0+1+3) den 23. Platz.

 Iris Waldhuber belegte in 47:54,8 min (0+1+0+0) den 32. Platz.

 Miriam Gössner belegte in 48:05,2 min (1+2+1+1) den 36. Platz.

 Romana Schrempf belegte in 48:18,9 min (1+2+0+1) den 40. Platz.

 Dorothea Wierer belegte in 48:29,1 min (2+0+0+2) den 41. Platz.

 Tina Bachmann belegte in 49:21,2 min (2+2+0+3) den 48. Platz.

 Selina Gasparin belegte in 49:27,5 min (1+2+0+3) den 51. Platz.

 Ramona Düringer belegte in 50:14,1 min (0+1+1+1) den 62. Platz.

 Patricia Jost belegte in 51:42,6 min (0+1+0+1) den 74. Platz.

 Elisa Gasparin belegte in 51:52,3 min (1+3+0+0) den 75. Platz.

 Katja Haller belegte in 51:52,4 min (3+3+0+0) den 76. Platz.

 Katharina Innerhofer belegte in 54:17,4 min (0+3+0+3) den 86. Platz.

### Massenstart 12,5 km
| Platz | Sportlerin                   | Zeit/Rückstand | Schießfehler |
| ----- | ---------------------------- | -------------- | ------------ |
| 01    | Tora Berger                  | 035:46,1 min   | 1 (0+0+1+0)  |
| 02    | Marie-Laure Brunet           | 0+8,1 s        | 1 (0+0+0+1)  |
| 03    | Kaisa Mäkäräinen             | +12,7 s        | 1 (0+0+0+1)  |
| 04    | Tina Bachmann                | +42,4 s        | 2 (0+1+0+1)  |
| 05    | Darja Domratschawa           | +55,6 s        | 5 (1+0+2+2)  |
| 06    | Marie Dorin Habert           | +58,9 s        | 1 (0+0+1+0)  |
| 07    | Vita Semerenko               | +1:00,0 min    | 1 (0+1+0+0)  |
| 08    | Anastasiya Kuzmina           | +1:01,9 min    | 3 (1+0+1+1)  |
| 09    | Weronika Nowakowska-Ziemniak | +1:03,3 min    | 2 (0+0+1+1)  |
| 10    | Magdalena Neuner             | +1:10,4 min    | 6 (1+1+1+3)  |
| …     |                              |                |              |

Datum: Sontag, 11. März 2012, 16:00 Uhr
Gemeldet und gestartet: 30 Athletinnen, Disqualifiziert (DSQ):1 Athletin
Die russische Athletin Olga Saizewa wurde, aufgrund der Missachtung der Regel IBU DR 5.6.t&c (Vernachlässigung der Sicherheitsregeln mit der Schusswaffe, sowie Empfang verbotener Hilfe am Schießstand), nachträglich disqualifiziert.
Weitere Teilnehmerinnen aus deutschsprachigen Ländern und Provinzen:

 Andrea Henkel belegte in 37:00,5 min (0+1+1+1) den 12. Platz.

 Selina Gasparin belegte in 39:09,1 min (1+1+1+2) den 26. Platz.

 Michela Ponza belegte in 40:25,4 min (1+1+1+1) den 28. Platz.

### Staffel 4 × 6 km
| Platz | Land / Sportlerin                                                                                      | Zeit/Rückstand | Strafrunden + Nachlader                 |
| ----- | --- | -------------- | --------------------------------------- |
| 01    | Deutschland 0000Tina Bachmann 0000Magdalena Neuner 0000Miriam Gössner 0000Andrea Henkel                | 1:09:33,0 h00  | 0+6 1+4 0+1 0+0 0+3 1+3 0+2 0+1 0+0 0+0 |
| 02    | Frankreich 0000Marie-Laure Brunet 0000Sophie Boilley 0000Anaïs Bescond 0000Marie Dorin-Habert          | 0+28,5 s       | 0+4 0-3 0+1 0+0 0+1 0+2 0+1 0+1         |
| 03    | Norwegen 0000Fanny Welle-Strand Horn 0000Elise Ringen 0000Synnøve Solemdal 0000Tora Berger             | 0+39,5 s       | 0+4 0+8 0+1 0+3 0+1 0+2 0+1 0+3 0+1 0+0 |
| 04    | Belarus 0000Nadseja Skardsina 0000Ljudmila Kalintschyk 0000Nastassja Dubaresawa 0000Darja Domratschawa | 0+41,2 s       | 0+1 0+5 0+0 0+2 0+0 0+0 0+1 0+3 0+0 0+0 |
| 05    | Schweden 0000Jenny Jonsson 0000Anna Maria Nilsson 0000Anna-Karin Strömstedt 0000Helena Ekholm          | 0+1:05,2 min   | 0+3 0+2 0+0 0+0 0+1 0+1 0+1 0+0         |
| 06    | Ukraine 0000Natalja Burdyga 0000Valj Semerenko 0000Vita Semerenko 0000Olena Pidhruschna                | 0+1:20,5 min   | 0+3 0+5 0+1 0+3 0+0 0+2 0+0 0+0 0+2 0+0 |
| 07    | Russland 0000Swetlana Slepzowa 0000Olga Saizewa 0000Anna Bogali-Titowez 0000Olga Wiluchina             | 0+1:34,0 min   | 0+5 0+6 0+2 0+1 0+1 0+1 0+0 0+3 0+2 0+1 |
| 08    | Slowakei 0000Jana Gereková 0000Anastasiya Kuzmina 0000Martina Chrapánová 0000Paulína Fialková          | 0+3:11,1 min   | 0+0 1+6 0+0 0+0 0+0 0+2 0+0 0+1 0+0 1+3 |
| 09    | Polen 0000Krystyna Pałka 0000Weronika Nowakowska-Ziemniak 0000Magdalena Gwizdoń 0000Agnieszka Cyl      | 0+3:46,7 min   | 0+4 1+8 0+1 0+1 0+1 0+2 0+0 1+3 0+2 0+2 |
| 10    | Tschechien 0000Veronika Vítková 0000Barbora Tomešová 0000Veronika Zvařičová 0000Jitka Landová          | +3:50,8 min    | 0+4 0+8 0+1 0+2 0+2 0+3 0+1 0+2 0+0 0+1 |
| …     | |                |                                         |

Datum: Samstag, 10. März 2012, 15:15 Uhr
Gemeldet und am Start: 26 Nationen, überrundet (LAP): 12
Weitere Staffeln aus deutschsprachigen Ländern und Teilnehmerinnen aus deutschsprachigen Provinzen:

 Italien: Dorothea Wierer, Alexia Runggaldier, Nicole Gontier, Katja Haller belegten in 1:13:52,3 min (0+10) den 12. Platz.

 Österreich: Romana Schrempf, Iris Waldhuber, Ramona Düringer, Katharina Innerhofer wurden überrundet (1+15).

 Schweiz: Elisa Gasparin, Selina Gasparin, Irene Cadurisch, Patricia Jost wurden überrundet (2+12).

## Mixed

### Staffel 2 × 6 km + 2 × 7,5 km
| Platz | Land / Sportler(in)                                                                            | Zeit/Rückstand | Strafrunden + Nachlader                 |
| ----- | ---------------------------------------------------------------------------------------------- | -------------- | --------------------------------------- |
| 01    | Norwegen 0000Tora Berger 0000Synnøve Solemdal 0000Ole Einar Bjørndalen 0000Emil Hegle Svendsen | 1:12:29,3 h00  | 0+3 0+7 0+0 0+0 0+1 0+3 0+2 0+2 0+0 0+2 |
| 02    | Slowenien 0000Andreja Mali 0000Teja Gregorin 0000Klemen Bauer 0000Jakov Fak                    | 0+20,2 s       | 0+5 0+2 0+1 0+0 0+3 0+2 0+0 0+0         |
| 03    | Deutschland 0000Andrea Henkel 0000Magdalena Neuner 0000Andreas Birnbacher 0000Arnd Peiffer     | 0+32,8 s       | 0+4 1+6 0+2 0+1 0+1 0+2 0+0 0+0 0+1 1+3 |
| 04    | Schweden 0000Anna Maria Nilsson 0000Helena Ekholm 0000Björn Ferry 0000Fredrik Lindström        | 0+1:00,0 min   | 0+4 0+5 0+1 0+2 0+0 0+0 0+2 0+1 0+1 0+2 |
| 05    | Russland 0000Olga Wiluchina 0000Olga Saizewa 0000Dmitri Malyschko 0000Anton Schipulin          | 0+1:27,7 min   | 0+2 0+3 0+0 0+0 0+0 0+2 0+1 0+1 0+1 0+0 |
| 06    | Belarus 0000Nadseja Skardsina 0000Darja Domratschawa 0000Sjarhej Nowikau 0000Jauhen Abramenka  | 0+1:52,9 min   | 0+3 0+4 0+0 0+1 0+2 0+2 0+0 0+0 0+1 0+1 |
| 07    | Slowakei 0000Jana Gereková 0000Anastasiya Kuzmina 0000Matej Kazár 0000Dušan Šimočko            | 0+1:56,3 min   | 0+6 0+4 0+0 0+2 0+2 0+1 0+3 0+1 0+1 0+0 |
| 08    | Tschechien 0000Veronika Vítková 0000Barbora Tomešová 0000Ondřej Moravec 0000Michal Šlesingr    | 0+1:56,4 min   | 0+8 0+6 0+2 0+1 0+2 0+0 0+3 0+3 0+1 0+2 |
| 09    | Italien 0000Michela Ponza 0000Katja Haller 0000Markus Windisch 0000Lukas Hofer                 | 0+1:57,1 min   | 0+6 0+2 0+1 0+0 0+3 0+2 0+1 0+0         |
| 10    | Schweiz 0000Elisa Gasparin 0000Selina Gasparin 0000Benjamin Weger 0000Simon Hallenbarter       | 0+2:25,6 min   | 0+6 0+5 0+1 0+1 0+1 0+2 0+2 0+2 0+2 0+0 |
| …     |                                                                                                |                |                                         |

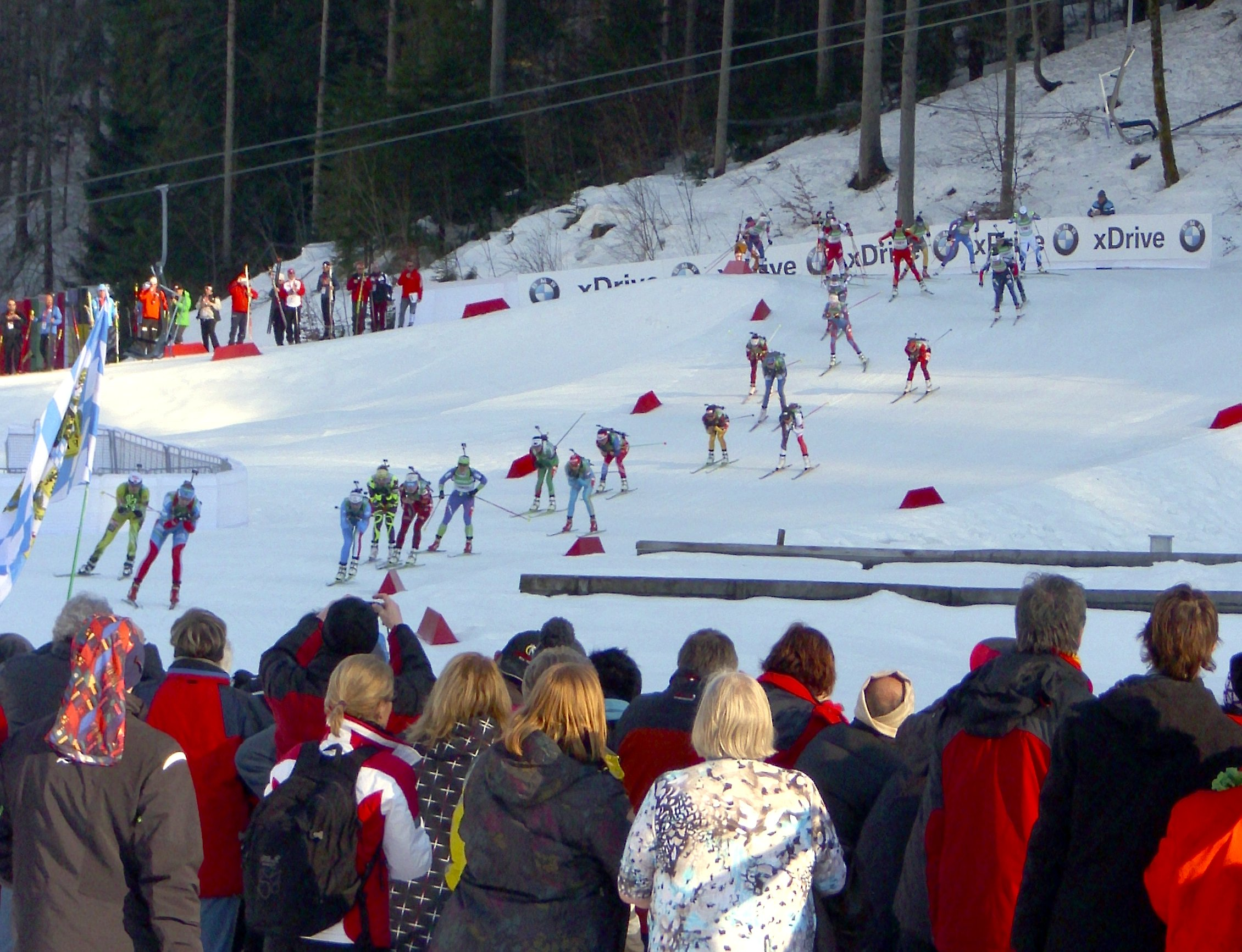
Die Mannschaften kurz nach dem Start

Datum: Donnerstag, 1. März 2012, 15:30 Uhr
Gemeldet und am Start: 27 Nationen, überrundet (LAP): 5, nicht beendet (DNF): 1
Die norwegische Staffel erhielt eine Zeitgutschrift von 28,4 Sekunden, da ein regulärer Treffer von Ole Einar Bjørndalen fälschlicherweise als Fehler registriert worden war und er daraufhin eine Strafrunde laufen musste.
Österreich (Iris Waldhuber, Ramona Düringer, Friedrich Pinter, Christoph Sumann) erhielt eine Zeitstrafe von insgesamt sechs Minuten. Es wurden bei drei Schießeinlagen inklusive benötigter Nachlader nicht alle Schüsse abgegeben. Dies hatte jeweils eine zweiminütige Zeitstrafe zur Folge. Die Mannschaft belegte in 1:23:38,1 h (1+9) den 21. Platz.

## Medaillenspiegel
| Platz | Land        | Gold | Silber | Bronze | Gesamt |
| ----- | ----------- | ---- | ------ | ------ | ------ |
| 01    | Norwegen    | 4    | 1      | 1      | 6      |
| 02    | Frankreich  | 3    | 5      | 0      | 8      |
| 03    | Deutschland | 2    | 1      | 2      | 5      |
| 4     | Belarus     | 1    | 1      | 0      | 2      |
| 4     | Slowenien   | 1    | 1      | 0      | 2      |
| 06    | Schweden    | 0    | 2      | 3      | 5      |
| 07    | Russland    | 0    | 0      | 2      | 2      |
| 8     | Tschechien  | 0    | 0      | 1      | 1      |
| 8     | Finnland    | 0    | 0      | 1      | 1      |
| 8     | Ukraine     | 0    | 0      | 1      | 1      |

| Platz | Sportler               | Gold | Silber | Bronze | Gesamt |
| ----- | ---------------------- | ---- | ------ | ------ | ------ |
| 01    | Martin Fourcade        | 3    | 1      | 0      | 4      |
| 02    | Emil Hegle Svendsen    | 2    | 1      | 0      | 3      |
| 03    | Ole Einar Bjørndalen   | 2    | 0      | 0      | 2      |
| 04    | Jakov Fak              | 1    | 1      | 0      | 2      |
| 05    | Tarjei Bø              | 1    | 0      | 0      | 1      |
| 05    | Rune Brattsveen        | 1    | 0      | 0      | 1      |
| 07    | Simon Fourcade         | 0    | 2      | 0      | 2      |
| 08    | Carl Johan Bergman     | 0    | 1      | 1      | 2      |
| 09    | Klemen Bauer           | 0    | 1      | 0      | 1      |
| 09    | Jean-Guillaume Béatrix | 0    | 1      | 0      | 1      |
| 09    | Alexis Bœuf            | 0    | 1      | 0      | 1      |
| 09    | Björn Ferry            | 0    | 1      | 0      | 1      |
| 13    | Andreas Birnbacher     | 0    | 0      | 2      | 2      |
| 13    | Arnd Peiffer           | 0    | 0      | 2      | 2      |
| 15    | Fredrik Lindström      | 0    | 0      | 1      | 1      |
| 15    | Michael Greis          | 0    | 0      | 1      | 1      |
| 15    | Simon Schempp          | 0    | 0      | 1      | 1      |
| 15    | Anton Schipulin        | 0    | 0      | 1      | 1      |
| 15    | Jaroslav Soukup        | 0    | 0      | 1      | 1      |

| Platz | Sportlerin              | Gold | Silber | Bronze | Gesamt |
| ----- | ----------------------- | ---- | ------ | ------ | ------ |
| 01    | Tora Berger             | 3    | 0      | 1      | 4      |
| 02    | Magdalena Neuner        | 2    | 1      | 1      | 4      |
| 03    | Darja Domratschawa      | 1    | 1      | 0      | 2      |
| 04    | Andrea Henkel           | 1    | 0      | 1      | 2      |
| 04    | Synnøve Solemdal        | 1    | 0      | 1      | 2      |
| 06    | Tina Bachmann           | 1    | 0      | 0      | 1      |
| 06    | Miriam Gössner          | 1    | 0      | 0      | 1      |
| 06    | Marie-Laure Brunet      | 0    | 3      | 0      | 3      |
| 09    | Anaïs Bescond           | 0    | 1      | 0      | 1      |
| 09    | Sophie Boilley          | 0    | 1      | 0      | 1      |
| 09    | Marie Dorin-Habert      | 0    | 1      | 0      | 1      |
| 09    | Teja Gregorin           | 0    | 1      | 0      | 1      |
| 09    | Andreja Mali            | 0    | 1      | 0      | 1      |
| 14    | Helena Ekholm           | 0    | 0      | 1      | 1      |
| 14    | Fanny Welle-Strand Horn | 0    | 0      | 1      | 1      |
| 14    | Elise Ringen            | 0    | 0      | 1      | 1      |
| 14    | Vita Semerenko          | 0    | 0      | 1      | 1      |
| 14    | Olga Wiluchina          | 0    | 0      | 1      | 1      |
| 14    | Kaisa Mäkäräinen        | 0    | 0      | 1      | 1      |

## Hinweise
1. 1 2 3 4 5 6 7 8 9 10 11  Startzeit in MEZ
2. ↑  Ruhpolding - 2011/2012 World Championship, Men 10 km Sprint, biathlon.com.ua (englisch). Abgerufen am 18. Juli 2023
3. ↑  Ruhpolding - 2011/2012 World Championship, Men 12.5 km Pursuit, biathlon.com.ua (englisch). Abgerufen am 18. Juli 2023
4. ↑  Ruhpolding - 2011/2012 World Championship, Men 20 km Individual, biathlon.com.ua (englisch). Abgerufen am 18. Juli 2023
5. ↑  Ruhpolding - 2011/2012 World Championship, Men 15 km Mass, biathlon.com.ua (englisch). Abgerufen am 18. Juli 2023
6. ↑  4x7.5 km Relay - Ruhpolding, Biathlon, World Championship, Friday 9.Mar 2012, Germany, firstskisport.com (englisch). Abgerufen am 18. Juli 2023
7. ↑  Ruhpolding - 2011/2012 World Championship, Women 7.5 Km Sprint, biathlon.com.ua (englisch). Abgerufen am 18. Juli 2023
8. ↑  Ruhpolding - 2011/2012 World Championship, Women 10 km Pursuit, biathlon.com.ua (englisch). Abgerufen am 18. Juli 2023
9. ↑  Ruhpolding - 2011/2012 World Championship, Women 15 km Individual, biathlon.com.ua (englisch). Abgerufen am 18. Juli 2023
10. ↑  Ruhpolding - 2011/2012 World Championship, Women 12.5 km Mass, biathlon.com.ua (englisch). Abgerufen am 18. Juli 2023
11. ↑  4x6 km Relay - Ruhpolding, Biathlon, World Championship, Saturday 10.Mar 2012, Germany, firstskisport.com (englisch). Abgerufen am 18. Juli 2023
12. ↑  Mixed Relay - Ruhpolding, Biathlon, World Championship, Thursday 1.Mar 2012, Germany, firstskisport.com (englisch). Abgerufen am 18. Juli 2023